# مرکز پزشکی ویلفورد هال

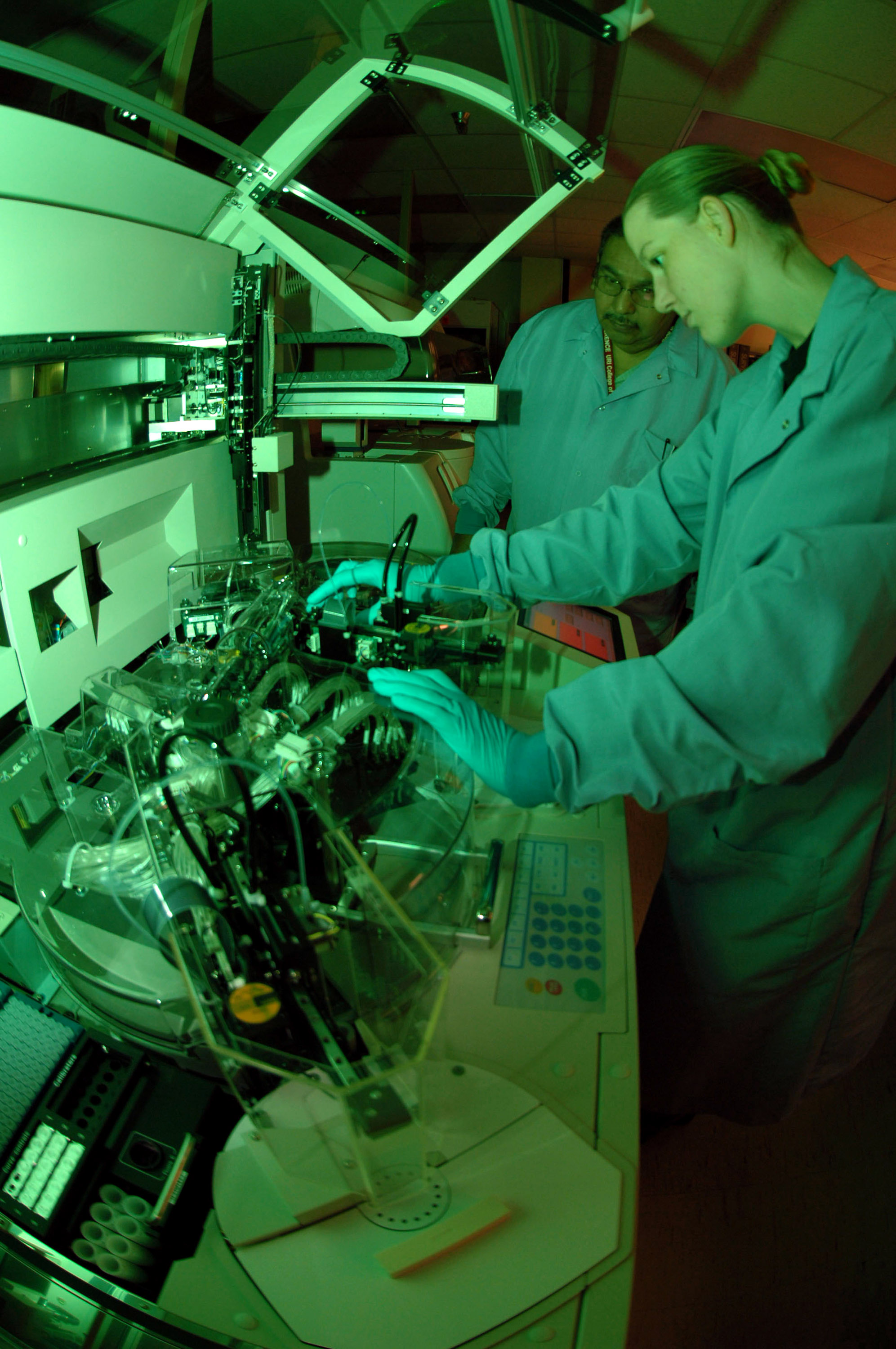
سرجوخه کریستین پارسونز در حال آزمایش دستگاه آزمون آلرژی در ویلفورد هال

ویلفورد هال (به انگلیسی: Wilford Hall Medical Center) واقع در سن آنتونیو در تگزاس، بزرگترین بیمارستان نیروی هوایی ایالات متحده آمریکاست.

## اقامت شاه ایران
پس از انقلاب سال ۵۷، محمدرضاشاه پهلوی به همراه همسرش فرح پهلوی در نوامبر سال ۱۹۷۹ پس از ترک ایران، در این مکان بمدت ۲ هفته اقامت داشتند و از تجهیزات پزشکی این مرکز جهت بهبودی حال شاه بهره جستند.